# Baslachu
Baslachu (abchazsky: Баслахә, gruzínsky ბესლახუბა – Baslachuba) je vesnice v Abcházii v Okresu Očamčyra. Nachází se severně od okresního města Očamčyra na pravém břehu řeky Aaldzga. Ve vesnici žije 839 obyvatel, z nichž 90 % jsou Abcházci. V rámci Abcházie má status obecního centra.

## Hranice
Na severu obec hraničí s obcí Akuaskia, na východě s obcí Pakuaš, na jihu hraničí s obcemi Očamčyra a Ilori a na západě hraničí s obcí Markula

## Demografie
Ve vesnici žilo v roce 2011 839 obyvatel, z nichž 90,7 %, jsou Abcházci, 6,1 % Gruzínci a 1,4 % Rusové. První dochované sčítání lidu zde proběhlo v roce 1886, ve kterém zde žilo 596 obyvatel, z nichž 79,9% Abcházci 18,5% Gruzínci. V roce 1926 zde žilo 909 obyvatel a 84,5 % byli Abcházci a 11,6 % Gruzínci. V roce 1959 už zde žilo 1 268 obyvatel a v roce 1989 2 980 obyvatel. Většina obyvatel odešla během války v letech 1992–1993.